# Suseł anatolijski
Suseł anatolijski (Spermophilus xanthoprymnus) – gryzoń z rodziny wiewiórkowatych, zamieszkujący tereny tureckiej Anatolii, oraz (w niewielkiej ilości) w Armenii i północno-zachodnim Iranie, na wysokości od 800 do 2700 m n.p.m. Do gatunku zaliczana była także populacja zamieszkująca w górach Taurus, lecz w 2007 roku naukowcy opublikowali wyniki badań filogenetycznych z wykorzystaniem mitochondrialnego genu cytochromu b, na podstawie których wykazali, że susły zamieszkujące w górach Taurus winny być uznane za odrębny gatunek, któremu zaproponowali nazwę Spermophilus taurensis (suseł tauryjski).